# Georges Lateux
Georges Léon Lateux (ur. 1 września 1868 w Calais) – francuski szermierz, szablista. Członek francuskiej drużyny olimpijskiej w 1908 roku.